# Llop I de Pallars
Llop I de Pallars (? - 948) fou comte de Pallars (920-948).

## Orígens familiars
Fill del comte Ramon II de Pallars i Ribagorça i la seva esposa Guinigenta de Conflent.

## Vida Política
A la mort del comte Ramon els seus fills es repartiren els territoris seguint l'herència. Així Llop i el seu germà Isarn reberen el comtat de Pallars mentre el seu germà gran Bernat i Miró reberen el comtat de Ribagorça, de manera que es formen dos comtats independents l'un de l'altre. Tots dos governaren conjuntament el comtat fins al 947.

## Núpcies i descendents
Es casà amb Gotruda de Cerdanya, filla Miró II de Cerdanya i la seva amistançada Virgília d'Empúries. Del matrimoni tingueren cinc fills:
- l'infant Ramon III de Pallars (?-995), comte de Pallars
- l'infant Borrell I de Pallars (?-995), comte de Pallars
- l'infant Sunyer I de Pallars (?-1011), comte de Pallars
- l'infant Sunifred de Pallars
- la infanta Riquilda de Pallars

Llop I morí vers el 948, el seu germà Isarn I de Pallars decidí retirar-se i deixà el seu govern en mans dels seus nebots.